# Фрейзер, Хэдли
Роберт Хью «Хэдли» Фрейзер (англ. Hadley Fraser, род. 21 апреля 1980 года, Виндзор, Великобритания) — британский актёр театра, кино и телевидения.

## Карьера
Хэдли Фрейзер получил степень бакалавра искусств в университете Бирмингема, а образование второго уровня получал в Королевской академии искусств.
Дебют Фрейзера в театре Вест-Энда состоялся в 2002 году в роли Мариуса Понмерси в мюзикле «Отверженные» в театре Palace. После этого последовали роли значительных лондонских постановках («Пираты Пензанса», «Питер Пэн», «Убийцы»).
В 2006 году Фрейзер сыграл в эпизоде «Армия призраков» второго сезона телесериала «Доктор Кто». В 2007 году он участвовал в оригинальной бродвейской постановке «Королева пиратов» в театре Хилтон. В мае 2010 года роль в возобновленной постановке «Фантастикса» ознаменовала возвращение Фрейзера в Вест-Энд.
В ноябре 2010 года Фрейзер исполняет роль Грантэра в концерте, посвященном 25-летию мюзикла «Отверженные» на стадионе О2 Арена, где его партнерами были Элфи Боу, Саманта Баркс, Ник Джонас и другие. В 2011 году он возвращается в мюзикл «Отверженные» в Театре Королевы в роли Жавера. Позже в октябре 2011 года Фрейзер исполняет роль Рауля де Шаньи в концертах по случаю 25-летия мюзикла «Призрак Оперы» в Королевском Альберт-холле, став вместе с Рамином Каримлу (Призрак) участником двух масштабных проектов. В 2012 году Фрейзера можно увидеть в роли генерала национальной гвардии в экранизации «Отверженных».
С 2013 года по 2015 год Фрейзер появляется на сцене театра Donmar Warehouse. Среди его ролей в Тулл Авфидий «Кориолане» с Томом Хиддлстоном, Стайн в «Городе ангелов», Аластар Свифт в инновационном спектакле «Голосование». В сезоне 2015—2016 годов в составе театральной труппы Кеннета Браны он играл в спектаклях «Зимняя сказка» и «Арлекинада» (Т.Реттиген). В 2016 году в театре «Бристольский Олд Вик» исполнял роль Джеймса Тайрона-младшего в пьесе Юджина О’Нила «Долгий день уходит в ночь».
В 2017 году Фрейзер возвращается в Donmar Warehouse в качестве автора слов и музыки к новому мюзиклу «Комитет» (англ. Committee), а также в роли Дюнуа в новой постановке «Святой Иоанны» Б.Шоу. 28 сентября 2017 года в театре Гаррик начались предпоказы нового мюзикла Мела Брукса «Молодой Франкенштейн», в котором Фрейзер исполнял главную роль. Спектакль закрылся в августе 2018 года.
1 июля 2018 года Хэдли Фрейзер исполнил роль принца Дигби в концертной версии мюзикла «Невесомая принцесса», приуроченной к пятилетию оригинальной постановки в Национальном театре. Вместе с ним выступала его супруга Розали Крэйг, которая повторила свою изначальную роль принцессы Алтеи.
19 мая 2019 года актёр принял участие в концертной версии мюзикла Роджерса и Хаммерстайна «Карусель» в главной роли Билли Бигелоу. Его партнёршами по сцене стали Джени Ди и Джоанна Райдинг, каждая из которых за роль в постановке «Карусели» 1992 года получила премию Лоренса Оливье. Летом 2019 года в Чичестерском фестивальном театре Фрейзер исполняет роль Фредди Пейджа в новой постановке пьесы Терренса Раттингена «Глубокое синее море».
В 2020 году Фрейзер вернется в роли Стайна в восстановленной постановке «Города ангелов» в театре Гаррик.

## Музыка
В апреле 2014 года Фрейзер выпустил мини-альбом (EP) Just Let Go, доступный через цифровые онлайн магазины и социальные сети.

## Личная жизнь
В 2014 году Фрейзер женился на своей давней подруге и коллеге по сцене актрисе Розали Крэйг.

## Фильмография
| Год       |    | Русское название                          | Оригинальное название                             | Роль                         |
| --------- | -- | ----------------------------------------- | ------------------------------------------------- | ---------------------------- |
| 2006—2006 | с  | Доктор Кто                                | Doctor Who                                        | Гарет                        |
| 2009—2010 | с  |                                           | The Fresh Beat Band                               | Рид                          |
| 2010      | ф  | Отверженные: 25-летие                     | Les Misérables in Concert: The 25th Anniversary   | Грантэр                      |
| 2011      | ф  |                                           | Convincing Clooney                                | Крис                         |
| 2011      | ф  | Призрак Оперы в Королевском Альберт-холле | The Phantom of the Opera at the Royal Albert Hall | виконт Рауль де Шаньи        |
| 2012      | ф  | Отверженные                               | Les Misérables                                    | генерал национальной гвардии |
| 2013      | ф  | Кориолан (NTLive)                         | Coriolanus                                        | Тулл Офидий                  |
| 2014—2014 | с  | Не те ребята                              | The Wrong Mans                                    | Агент MI5                    |
| 2014—2014 | с  | Сыны свободы                              | Sons of Liberty                                   | Джон Дикинсон                |
| 2014—2014 | с  |                                           | Pompidou                                          | Maitre D'                    |
| 2015—2015 | с  | Холби Сити                                | Holby City                                        | Себастьян Колтер             |
| 2015      | тф | Голосование                               | The Vote                                          | Аластар Свифт                |
| 2016      | ф  | Тарзан. Легенда                           | The Legend of Tarzan                              | Джон Клейтон II              |
| 2017      | ф  | Святая Иоанна (NTLive)                    | Saint Joan                                        | Дюнуа                        |
| 2017      | ф  | Убийство в «Восточном экспрессе»          | Murder on the Orient Express                      | британский военный           |
| 2018—2018 | с  | Индевор                                   | Endeavour                                         | Марти Бедло                  |
| 2019      | ф  | Чистая правда                             | All is True                                       | Джон Холл, зять Шекспира     |